# Hyloxalus peruvianus
Hyloxalus peruvianus es una especie de anfibio anuro de la familia Dendrobatidae.

## Distribución geográfica
Esta especie es endémica del Perú. Habita en las regiones de Huánuco y San Martín entre los 400 y 1500 m de altitud. 
Su presencia es incierta en Ecuador y Bolivia. Los especímenes reportados de Brasil no son de esta especie.

## Etimología
Esta especie lleva su nombre en referencia al lugar de su descubrimiento, Perú.

## Publicación original
- Melin, 1941 : Contributions to the knowledge of the Amphibia of South America. Göteborgs Kungliga Vetenskaps och Vitter-Hets Samhalles Handlingar, vol. 88, p. 1–71[5]